# 3342 Fivesparks
3342 Fivesparks è un asteroide della fascia principale. Scoperto nel 1982, presenta un'orbita caratterizzata da un semiasse maggiore pari a 3,1347649 UA e da un'eccentricità di 0,0792247, inclinata di 6,18619° rispetto all'eclittica.